# 米本学仁
米本 学仁（よねもと たかと、1979年3月9日 - ）は、日本とアメリカ合衆国で活動する俳優。宮城県仙台市生まれ、大阪府育ち。妻は個人事務所の社長兼マネージャーである米本薫。
身長180cm、体重180キログラム。SUPER UNIVERSAL合同会社を開設後、ホリプロインターナショナル所属。

## 経歴
- 1979年、仙台に生まれる。
- 2003年、京都産業大学外国語学部卒業[2]。
- 2007年、プロデューサーを目指し渡米。
- 2013年、『47RONIN』の芭蕉役として俳優デビュー。
- 2020年、アノレに所属。
- 2022年、office MUGIに移籍。
- 2024年、SUPER UNIVERSAL合同会社を所属事務所として設立。
- 2024年、ホリプロインターナショナル所属。

## 人物
- 仙台で生まれ大阪で育つ。京都生活を経て渡米、ロサンゼルスを拠点とする。
- 非人道的な国際ニュースを見て「見知らぬ誰かへの思いやり、その元になる想像力」を持つ難しさを痛感、それらにおいて自身に大きな影響力を与えてくれた映画を製作する事に興味を持ち、監督を支えるプロデューサーを志望しハリウッドを目指す[3]。
- ロサンゼルスの日系フードコートで、なかやまきんに君とラーメンを食べていたところを「君、演技に興味はない？」と映画のキャスティング関係者に声をかけられ、何事も経験だとオーディションを受けたところ、キャスティングディレクターから好評でそのまま映画『47RONIN』への出演が決定する。俳優経験が無いまま、いきなりハリウッドデビューを果たした。以降アメリカで本格的に俳優業を行い、映画、ドラマ、ミュージックビデオ、CMなど多岐にわたり活躍する。
- ハリウッド映画『47RONIN』でキアヌ・リーブスと共演し、演技の奥深さを知る事で「役者を続けたい」と思うようになり、そのまま俳優の道を歩み、多くの作品に参加することとなる[3]。
- 『プリズナーズ・オブ・ゴーストランド』ではニコラス・ケイジと共演。Netflix『全裸監督』シーズン1の第6話でコーディーネーター役を好演、『愛なき森で叫べ』等の作品にも出演している。
- 2017年のメキシコ映画『The Kids Are Back』で日本人のTakumi役を演じたことが切っ掛けで、メキシコをはじめスペイン語圏の人達からも人気を得ている。

- その巨漢を活かした個性的な役柄が多く、大柄な人向けのファッションモデルであるプラスサイズモデルにも関心を持っている[1]。

- バラエティ番組『アウト×デラックス』でマツコ・デラックスと共演した際、二人並ぶと体型がかなり近いことから、出演者から「同じ人」と呼ばれたことがある。
- 2024年4月、SUPER UNIVERSAL合同会社を新たな所属事務所として設立し、活動を展開することを発表。ハリウッドから日本へ、そして新事務所設立により、さらに世界へと活動の幅を広げる決意を表明した[4]。

## 出演

### 映画
- ゴジラ-1.0（2023年11月3日）- 声の出演
- プリズナーズ・オブ・ゴーストランド（Prisoners of the Ghostland） /（2021年）
- 総理の夫（2021年）
- トシエ・ザ・ニヒリスト（2021年）
- Bond of Justice: Kizuna（2021年）
- 愛なき森で叫べ（2019年）
- AKEMI（2018年）
- The Kids Are Back（2017年）
- en:Handsome (film) （2017年）
- Scramble（2017年）
- 真田十勇士（2016年）[要検証 – ノート]
- The Other Side（2015年）
- Gaijin（2015年）
- NOBIDORANDO（2014年）
- 47RONIN（2013年）

### テレビドラマ
- どうする家康（NHK、2023年）- 山田八蔵 役
- ONE DAY〜聖夜のから騒ぎ〜 第3話・4話・6話 - 8話・10話 - 最終話（フジテレビ、2023年） - 安斎孝之 役
- トクメイ!警視庁特別会計係（関西テレビ・フジテレビ、2023年） - 片桐幹夫 役
- ラストマン-全盲の捜査官- 第1話（TBS、2023年） - 暴漢 役
- 鎌倉殿の13人（NHK、2022年）- 工藤茂光 役
- ジャパニーズスタイル 第1話 （テレビ朝日、2022年）
- さよならの向う側（読売テレビ、2022年） - 桜庭宏隆 役
- 全っっっっっ然知らない街を歩いてみたもののSeason 2 第3話 （フジテレビ、2022年）
- ナンバMG5 第1話・第2話（2022年） - 最上 役[5]
- トーキョー製麺所（毎日放送、2021年）
- ギヴン（フジテレビ、2021年）
- 4つの不思議なストーリー ～超常ミステリードラマSP～（フジテレビ、2020年）
- コンフィデンスマンJP 運勢編 / CX
- インハンド（第3話） / TBS
- 天久鷹央の推理カルテ（2025年4月22日 - 6月24日、テレビ朝日） - 熊川良介 役[6]

### 配信ドラマ
- 匿名の恋人たち（Netflix、2025年配信予定）[7]
- HEART ATTACK（FOD、2025年） - 一ノ瀬 役[8]
- 透明なわたしたち（ABEMA、2024年） - 吉久幸作 役
- ガンニバル（Disney+、2022年） - 後藤真 役
- 愛なき森で叫べ : Deep Cut（Netflix、2020年）
- 全裸監督（Netflix、2019年） - ジミー 役
- en:Just Roll with It（Disney Channel、2019年）
- ROAD TO EDEN（CX、2018年）
- The Gorburger Show（Comedy Central、2017年）
- The Good Place (NBC Universal、2016年）
- LOVE（Netflix、2016年）
- en:Part Timers（YouTube、2016年）
- Father Pete’s Corner（Lil'F'ers、2015年）
- en:Skin Wars（GSN TV、2015年）
- Follow Japan!!（YouTube）
- Dream Corp LLC（Cartoon Network/Adult Swim）

### ショートフィルム
- AQUOS × I Don't Like Mondays. スペシャルムービー「もっと夢中に。」篇：シャープ （2022年）
- ストレージマン（2022年）

### CM

#### 日本
- 日本中央競馬会（JRA）ブランドCM「あしたのために、競馬はある。ファンファーレ篇」（2021年）
- 東京ガスCM「子育てのプレイボール」篇
- コアラマットレス

#### アメリカ合衆国
- eBay
- Adidas
- Nike
- HP
- Samsung
- Honda
- Apple
- TOYOTA
- Nissan
- LEXUS
- Google
- Fuji Film
- TikTok
- ATT/Samsung
- Twitter
- GEICO
- Old Spice
- Credit Karma
- Mead Notebook
- Emerald Nuts
- Impossible Burger
- Mobile Legend
- Sun Trust
- Yawn Air

### 舞台
- カーテンズ（en:Curtains_(musical)） / フジテレビ、株式会社キョードー（2022年）
- ヴァンダフルワールド/ 天才劇団バカバッカ（2021年）
- The Clown Said No / UPS Academy（2011年）

### MV
- 今市隆二『FUTURE LOVERS』（2021年）

### TV
- ダウンタウンDX / 日本テレビ （2024年9月19日）
- Cheeky's a Go Go！ - BSよしもと（2022年）
- 踊る!さんま御殿!! / 日本テレビ（2022年5月31日）
- ボクらの時代 / フジテレビ（2022年）
- 激レアさんを連れてきた。 / EX（2021年）
- 家、ついて行ってイイですか? / TX（2021年、2022年）
- 日立 世界・ふしぎ発見! / TBS（2021年）
- アウトxデラックス / フジテレビ（2021年）

### ＷＥＢメディア
- 超大型俳優の米本学仁。ハリウッド発、日本に逆輸入の俳優人生。「世界のどこに呼ばれても行く」仕事への情熱